# رناتو مارکیارو
رناتو مارکیارو (انگلیسی: Renato Marchiaro; ۱۶ فوریهٔ ۱۹۱۹ – ۲۵ دسامبر ۲۰۱۷) بازیکن فوتبال اهل ایتالیا بود.
از باشگاه‌هایی که در آن بازی کرده‌است می‌توان به باشگاه فوتبال آنژه، باشگاه فوتبال یوونتوس، باشگاه فوتبال ونتزیا، باشگاه فوتبال سمپدوریا، باشگاه فوتبال بلننسس، و باشگاه فوتبال نیس اشاره کرد.